# Dinematocricus philistus
Dinematocricus philistus är en mångfotingart. Dinematocricus philistus ingår i släktet Dinematocricus och familjen Rhinocricidae. Utöver nominatformen finns också underarten D. p. nanus.